# August Mollén
August Mollén, född 26 augusti 1999, är en svensk orienterare och friidrottare som tog silver i knockout-sprint på VM i orientering i Frederica, Danmark 2022. Samma år vann han  ett silver i sprintstafett (tillsammans med Vilma von Krusenstierna, Jonatan Gustafsson och Tilda Östberg) vid Student-VM 2022.
Vid junior-SM 2017 tog han  2 guld , 5 silver och 2 brons och vid Ungdoms-SM  2014 1 guld och 1 brons.
Vid 2023 års Euromeeting i Skottland  kom Mollén på andra plats i knockout sprinten.
Vid World Games 2025 i Chengdu, Kina vann Mollén tillsammans med Emma Bjessmo, Alva Sonesson och Jonatan Gustafsson en silvermedalj i sprintstafett endast 5 sekunder efter det segrande schweiziska laget.
Mollén tävlar för klubben OK Denseln i orientering och Tjalve IF i friidrott.